# Ariadna burchelli
Ariadna burchelli là một loài nhện trong họ Segestriidae.
Loài này thuộc chi Ariadna. Ariadna burchelli được Henry Roughton Hogg miêu tả năm 1900.